# Comuna Hodoșa, Mureș
Hodoșa (în maghiară Székelyhodos) este o comună în județul Mureș, Transilvania, România, formată din satele Hodoșa (reședința), Ihod, Isla și Sâmbriaș.

## Demografie
Componența etnică a comunei Hodoșa
     Maghiari (80,49%)
     Romi (10,6%)
     Români (3,22%)
     Alte etnii (0%)
     Necunoscută (5,68%)
Componența confesională a comunei Hodoșa
     Romano-catolici (78,8%)
     Adventiști (5,26%)
     Reformați (4,92%)
     Ortodocși (1,61%)
     Unitarieni (1,53%)
     Martori ai lui Iehova (1,02%)
     Alte religii (0,93%)
     Necunoscută (5,94%)
Conform recensământului efectuat în 2021, populația comunei Hodoșa se ridică la 1.179 de locuitori, în scădere față de recensământul anterior din 2011, când fuseseră înregistrați 1.261 de locuitori. Majoritatea locuitorilor sunt maghiari (80,49%), cu minorități de romi (10,6%) și români (3,22%), iar pentru 5,68% nu se cunoaște apartenența etnică. Din punct de vedere confesional, majoritatea locuitorilor sunt romano-catolici (78,8%), cu minorități de adventiști (5,26%), reformați (4,92%), ortodocși (1,61%), unitarieni (1,53%) și martori ai lui Iehova (1,02%), iar pentru 5,94% nu se cunoaște apartenența confesională.

## Politică și administrație
Comuna Hodoșa este administrată de un primar și un consiliu local compus din 9 consilieri. Primarul, Ottó Barabási[*], de la Uniunea Democrată Maghiară din România, este în funcție din octombrie 2020. Începând cu alegerile locale din 2024, consiliul local are următoarea componență pe partide politice:
|  | Partid                                 | Consilieri | Componența Consiliului | Componența Consiliului | Componența Consiliului | Componența Consiliului | Componența Consiliului | Componența Consiliului | Componența Consiliului | Componența Consiliului | Componența Consiliului |
|  | -------------------------------------- | ---------- | ---------------------- | ---------------------- | ---------------------- | ---------------------- | ---------------------- | ---------------------- | ---------------------- | ---------------------- | ---------------------- |
|  | Uniunea Democrată Maghiară din România | 9          |                        |                        |                        |                        |                        |                        |                        |                        |                        |

## Vezi și
- Biserica romano-catolică din Hodoșa
- Biserica unitariană din Isla
- Dealurile Târnavelor și Valea Nirajului (arie de protecție specială avifaunistică)